# Chaetocalyx klugii
Chaetocalyx klugii är en ärtväxtart som beskrevs av Velva Elaine Rudd. Chaetocalyx klugii ingår i släktet Chaetocalyx och familjen ärtväxter. Inga underarter finns listade i Catalogue of Life.